# O Dialeto Caipira
O Dialeto Caipira: gramática, vocabulário (AO 1945: O Dialecto Caipira) é um livro escrito pelo poeta e filólogo Amadeu Amaral, publicado em São Paulo, em 1920. Foi o primeiro estudo sobre o dialeto caipira e o primeiro estudo dialetológico do Brasil.
O interesse de Amadeu Amaral pelo folclore paulista começou em 1916, após um debate instaurado acerca dos caipiras, sendo seu livro um embrião de "O dialecto caipira," publicado na Revista do Brasil, em 1916.